# Fuad I.
Fuad I. (arabsky:فؤاد الأول Ahmed Fu'ad, 26. března 1868 – 28. duben 1936), byl prvním egyptským králem v letech 1922–1936 a posledním egyptským sultánem v letech 1917–1922. Byl devátý vládce z dynastie Muhammada Alího. Na trůn nastoupil po svém starším bratrovi Husejnu Kamilovi.

## Život
Narodil se v paláci Giza v Káhiře jako Ahmed Fuad, sedmý syn Ismaila Paši. Studoval na královské škole v Káhiře a na Vojenské akademii v Turíně. Fuad I. byl pravnukem Muhammada Alího.
Sultánem se stal 9. října 1917 (ještě za první světové války) po smrti staršího bratra Husejna Kamila, jelikož jeho jediný syn se vzdal práva na trůn.

## Vláda
Změn po první světové válce se pokusili využít nacionalisté a v roce 1919 vyslali delegaci, která dostala název Wafd, na Pařížskou mírovou konferenci, kde požádali o uznání nezávislosti Egypta. Velká Británie s tímto krokem nesouhlasila, ale o tři roky později tlaku nacionalistů ustoupila.
Díky tomu posléze vypukla v roce revoluce, kterou vedl Saad Zaghloul a tak byla 28. února 1922 vyhlášena pod vládou sultána Fuada I. samostatnost Egyptu jako Egyptské království a titul sultána byl změněn na titul krále. Ústava, která byla přijata o rok později, však dala panovníkovi právo libovolně rozpouštět parlament, což vedlo k nestabilitě následujících vlád. Z delegace Wafd se mezitím stala nejvýznamnější strana v zemi, která působila v parlamentu jako hlavní králova opozice. Saad Zaghloul, který ji v roce 1919 v Paříži vedl, se v roce 1924 stal prvním ministerským předsedou Egypta.
Dalších třicet let se o moc v Egyptě přetahoval královský dvůr, strana Wafd a britský generální konzulát. Žádná vláda nebyla dlouho u moci a rostla korupce. V roce 1930 se král Fuad I. pokusil upevnit moc koruny zrušením ústavy z roku 1923 a vydáním nové ústavy, která by omezila funkci parlamentu pouze na poradní orgán, avšak nesouhlas široké veřejnosti ho přiměl v roce 1935 obnovit ústavu původní.
28. duben 1936 král Fuad I. v Káhiře zemřel, když četl dopis, který mu poslal jeho syn princ Farúk z Londýna.
Fuadova dcera Fawzia Shirin byla v letech 1939-1948 manželkou íránského šáha Muhammada Rezá Pahlavího. Fawzia byla až do své smrti roku 2013 nejstarším žijícím členem dynastie Muhammada Alího.